# Tekabwibwi
Tekabwibwi ist ein Ort auf der Hauptinsel Nuribenua des Tabiteuea-Atolls in den zum Inselstaat Kiribati gehörenden Gilbertinseln im Pazifischen Ozean mit einer Landfläche von 0,12 km². Er gehört zum Distrikt North Tabiteuea. 2020 hatte der Ort 186 Einwohner.

## Geographie
Tekabwibwi liegt an der Nordspitze des Atolls an einer Bucht der Lagune. Im Ort gibt es ein traditionelles Versammlungshaus (Tekabwibwi Maneaba). Tekabwibwi ist über einen Damm mit Tekaman im Süden verbunden.

## Klima
Das Klima ist tropisch heiß, wird jedoch von ständig wehenden Winden gemäßigt. Ebenso wie die anderen Orte des Tabiteuea-Atolls wird Tekabwibwi gelegentlich von Zyklonen heimgesucht.